# Kölner Club für Wassersport

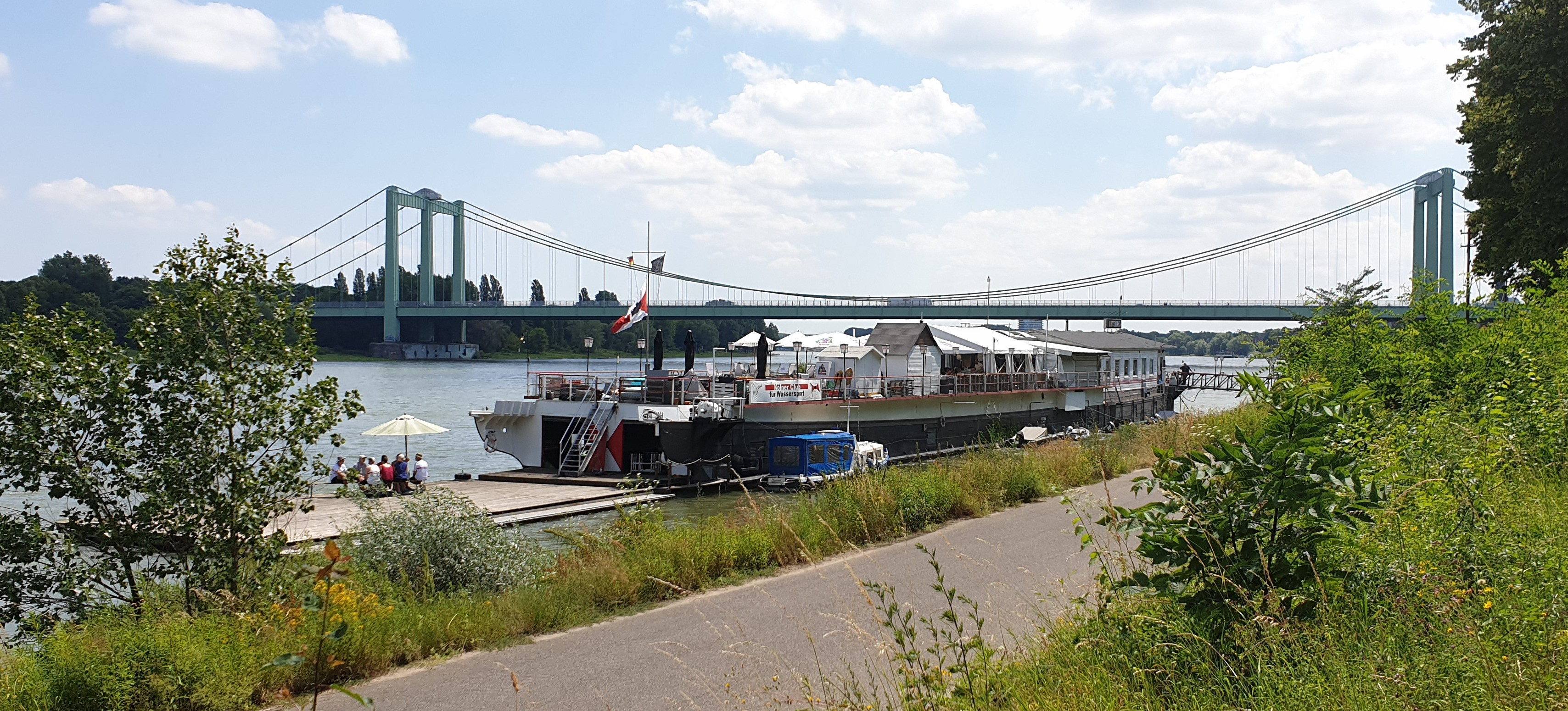
Bootshaus des KCfW nördlich der Rodenkirchener Brücke.

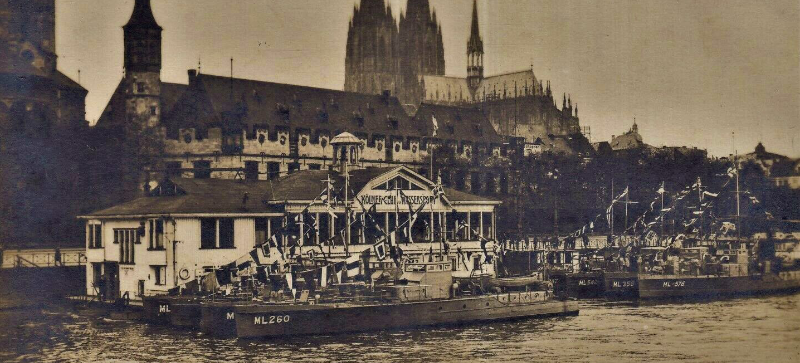
Ehemaliges Bootshaus des KCfW unweit des Kölner Doms.

Der Kölner Club für Wassersport (kurz KCfW) ist einer der ältesten Rudervereine der Stadt Köln. Das Bootshaus des im Breitensport aktiven KCfW liegt auf dem Rhein vor dem Ufer des Kölner Stadtteils Marienburg.

## Geschichte
Der 1907 gegründete KCfW zog in seinen Anfangsjahren zahlreiche Vertreter der Kölner Oberschicht an, unter anderem Max Wallraf, den damaligen Oberbürgermeister von Köln. Bereits unter dem ersten Vorsitzenden Carl Altgelt trat der KCfW dem Kölner Regattaverband bei und wuchs rasch von 14 auf rund 100 Mitglieder an, denen sogar ein bezahlter Ruderlehrer an die Seite gestellt werden konnte. Mit Bronze bei den deutschen Meisterschaftsrennen holte der KCfW 1913 im Doppelzweier seinen ersten bedeutenden Regattaerfolg.
In den Folgejahren betätigte sich der KCfW auch im Tennis und dem Segeln, besann sich nach dem Ersten Weltkrieg jedoch auf seine Wurzeln zurück und widmete sich ab da zunehmend dem Leistungssport. In der Zwischenkriegszeit erlebte der KCfW schließlich seine sportlich erfolgreichste Phase. Die beiden Leistungsträger Kurt Urbach und Adolf Hansult holten 1922 und 1923 Gold im Zweier ohne Steuermann. Ebenfalls 1923 gewann zudem der Achter des KCfW bei den deutschen Meisterschaften Gold sowie 1924 Bronze.
Während der Weltwirtschaftskrise erlebte der KCfW einen kurzzeitigen Niedergang. Von den mittlerweile rund 600 Mitgliedern traten im Zuge der Finanznot zahlreiche aktive Ruderer aus. Die fast täglichen Festivitäten mit Kegelwettbewerben und Wanderruderfahrten wurden eingestellt und gar eine Fusion mit dem benachbarten Kölner RV 1877 diskutiert. In den 1930ern erholte sich der KCfW wieder und holte bei Ruderregatten ganze 286 Siege. Unter dem vereinseigenen Trainer Max Reimbold, der selbst 80 Siege einfuhr, gelang zudem 1939 Marianne Mahlberg als erster Frau die deutsche Meisterschaft im Einer.
Während des Zweiten Weltkrieges wurde 1943 das Bootshaus des KCfW vollständig zerstört. Erst zehn Jahre später gelang unter dem langjährigen Vorsitzenden Franz Theisen der Wiederaufbau. In den folgenden Jahrzehnten dominierte unter Leitung von Ulrich Grosch wieder der Leistungssport. Die wachsenden Anforderungen und lokale Konkurrenz zu anderen insbesondere in der Jugendleistungsförderung aktiven Rudervereinen, wie der Kölner RG 1891 oder dem RTK Germania Köln, führte jedoch ab 1972 dazu, dass der Breitensport im KCfW an Gewicht gewann.
Heute ist der KCfW vor allem bei Langstreckenregatten aktiv und erhielt vom Deutschen Ruderverband für seine Erfolge unter anderem achtmal den begehrten Georg-Winsauer-Preis. Neben einem breiten Ausbildungsangebot unterstützt der KCfW gegenwärtig auch die Rudergemeinschaft des Kölner Universitätssports.